# Ted Ross
Ted Ross, all'anagrafe Theodore Ross Roberts (Zanesville, 30 giugno 1934 – Dayton, 3 settembre 2002), è stato un attore e cantante statunitense.
È noto soprattutto per aver interpretato il leone codardo nel musical The Wiz a Broadway, un ruolo che gli valse il Tony Award al miglior attore non protagonista in un musical nel 1975. Nel 1978 ha nuovamente ricoperto il ruolo del leone nel celebre adattamento cinematografico del musical, con Michael Jackson nel ruolo dello spaventapasseri.

## Filmografia

### Cinema
- I'm Magic (The Wiz), regia di Sidney Lumet (1978)
- Arturo (Arthur), regia di Steve Gordon (1981)
- Ragtime, regia di Miloš Forman (1981)
- Amityville Possession (Amityville II: The Possession), regia di Damiano Damiani (1982)
- Scuola di polizia (Police Academy), regia di Hugh Wilson (1984)
- Arturo 2: On the Rocks (Arthur 2: On the Rocks), regia di Bud Yorkin (1988)
- Il sentiero dei ricordi (Stealing Home), regia di Steven Kampmann (1988)
- La leggenda del re pescatore (The Fisher King), regia di Terry Gilliam (1991)

### Televisione
- I Jefferson (The Jeffersons) - serie TV, episodio 5x04 (1978)

## Teatro
- The Wiz (1975)

## Doppiatori italiani
Nelle versioni in italiano delle opere in cui ha recitato, Ted Ross è stato doppiato da:
- Vittorio Bestoso ne I Jefferson
- Gianni Marzocchi in Arturo
- Vittorio Congia in Scuola di polizia
- Giorgio Gusso in MacGruder & Loud
- Massimo Lodolo in I'm Magic (ridoppiaggio)